# آرواکان
آرواکان (ارمنی: Արվական) یک منطقهٔ مسکونی در جمهوری آرتساخ است که در استان کاشاتاق واقع شده‌است.